# Garrett Hall

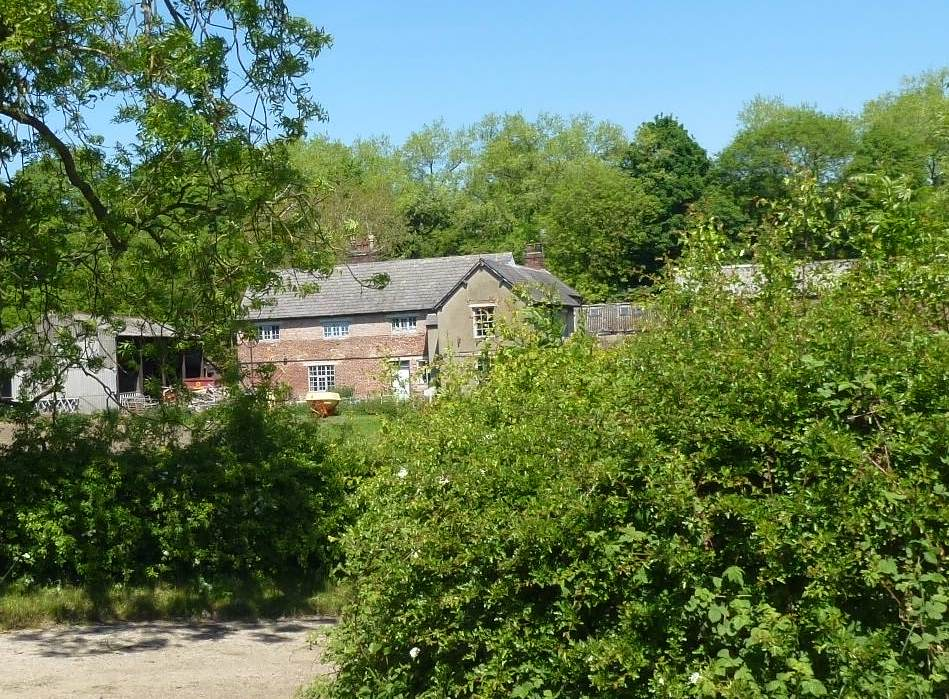
Garrett Hall

Garrett Hall oder The Garrett ist ein ehemaliges Herrenhaus und heute ein denkmalgeschütztes Bauernhaus in Tyldesley, Greater Manchester, England. Es wurde 1987 als denkmalgeschütztes Gebäude ausgewiesen.

## Geschichte
Das Garrett war das Haus und Anwesen der Herren von Tyldesley, nachdem es von Astley hinterlassen worden war. John Tyldesley lebte dort im Jahr 1468; sein Sohn John lebte dort ebenfalls. Im Jahr 1505 schwor ein Butler für sein Land in Garrett den Treueeid. Als John Tyldesley of Garrett 1558 starb, umfasste sein Besitz sieben Anwesen, 100 Morgen Heiden und Moos, 20 Morgen Weideland, 10 Morgen Wiesen, sechs Waldland und 40 Morgen anderes Land.
Im Jahr 1613 enthüllte das Testament von Lambert Tyldesley, dass das ehemalige Herrenhaus „eine Küche, ein Hinterhaus, ein Tageshaus, ein Speisehaus, eine Speisekammer, eine Butterkammer, einen Salon und eine Halle beinhalteten. Außerdem gab es ein Lagerhaus, einen Schrank, drei Kammern über der Küche, einen Salon und Saal, eine kleine Kammer, eine Dienerkammer und eine Magdkammer.“ Das Herrenhaus enthielt diese Ausstattung bis zum Tod von Lambert Tyldesley im Jahr 1652. Als es dann durch seine Urenkelin Mary an ihren Ehemann Thomas Stanley weitergegeben wurde, änderte sich dies. Im Jahr 1702 war Thomas Withington der Pächter und es hatte eine Halle, einen Salon, einen kleinen Salon, eine Küche, eine Butterkammer und eine Kammer darüber. In der Küche standen zwei Webstühle und Withington hielt fünf Pferde und ein Fohlen, Rinder, Schafe und zwei Schweine. 1716 wurden die Halle, ihre Wassermühle zum Mahlen von Getreide und der Brennofen verpachtet.
Das Anwesen blieb bei den Stanleys, bis es 1732 an Thomas Clowes aus Manchester verkauft wurde. Reverend Thomas Clowes verkaufte das Haus und das Anwesen für 21.000 £ (entspricht 1.970.000 £ im Jahr 2021) an Robert Haldane Bradshaw aus Worsley Old Hall 1829 und es wurde ein Teil der Bridgewater Estates, die benachbarte Grundstücke für ihre Schürfrechte kauften. Die derzeitigen Landbesitzer, Peel Holdings, haben den Bau von 600 Häusern auf Ackerland zwischen dem Friedhof und Mosley Common vorgeschlagen.

## Architektur
Das Gebäude aus dem 17. Jahrhundert ist heute ein Bauernhaus. Der zweigeschossige Fachwerkbau wurde auf einem T-förmigen Grundriss errichtet. Er wurde im 18. und 19. Jahrhundert verändert, als er größtenteils aus Ziegeln wieder aufgebaut wurde. Das Haus hat ein Schieferdach und seine Wände wurden im 20. Jahrhundert verputzt. Es soll angeblich zwei Priesterlöcher haben.